# Shelfordia longicaudata
Shelfordia longicaudata är en stekelart som beskrevs av Van Achterberg 1993. Shelfordia longicaudata ingår i släktet Shelfordia och familjen bracksteklar. Inga underarter finns listade i Catalogue of Life.